# 岡本化成
岡本化成株式会社（おかもとかせい）は、愛媛県今治市祇園町に本社を置くメーカー。

## 事業所
- 本社・工場 - 愛媛県今治市祇園町3-4-15
- クリエイティブヒルズ工場 - 愛媛県今治市クリエイティブヒルズ4番地2

## 沿革
- 1956年 - 「有限会社岡本化学工業所」設立。ポリエチレン袋の製造開始。
- 1958年 - 今治市本町に移転。
- 1960年　- チューブ状フィルムからテープヤーンを製造する方法を世界で初めて開発[2]。
- 1961年 - 岡本化学工業株式会社設立。第一工場を建設。ポリエチレンテ－プヤ－ン製造開始。有限会社岡本化学工業所を「有限会社岡本ポリエチレン工業所」に社名変更。
- 1963年 - 第二工場を建設。
- 1964年 - 織物用フラットヤ－ン開発。東予工場（東予市三芳）建設。
- 1967年 - 岡本化学工業（株）本社を東予工場へ移転　旧本社は今治工場とする。
- 1971年 -　独自の解維方法を開発。スプリットヤ－ンの電線用ポリプロピレン介在紐生産開始。
- 1972年 - 岡本化学工業今治工場が分離独立され、「岡本化成株式会社」設立。ポリプロピレン包装テ－プ・ポリエチレンテ－プ・電線用テ－プ生産開始。
- 1986年 - 第三工場を建設。微細スプリット技術で発泡ＰＰスプリット撚紐「フジライン」開発・生産開始。
- 1987年 - 「株式会社ライントップ」を設立し、第三工場を移管。ポリプロピレン組紐・ポリエステル袋生産開始。
- 1991年 - 第二工場、印刷工場などを解体し、2号棟（工場）を建設・竣工。吸水ヤ－ン本格生産開始。
- 1992年 - 蝶型リボン生産開始。ミニリボン本格生産開始。
- 1996年 - ワンタッチ型リボン「エレガンス」自動加工機を開発制作・生産開始。新素材畳用イ草製造機開発制作・イ草試作開始。
- 1997年 - 第一工場を解体し、１号棟を建設竣工　事務所・倉庫等移転、工場正門変更。
- 1998年 - 工業用異形押出テ－プを開発・生産開始。
- 2000年 - 有限会社岡本ポリエチレン工業所を関連会社として経営を引き継ぐ。
- 2001年 - 粘着関連商品の開発開始。電線ケーブル接続用コア開発開始。
- 2002年 - アトラス化成工業の営業権･設備を取得。
- 2005年 - ワイヤーレス・生分解ひねり結束材「ふじエコですタイ」開発・生産販売開始。
- 2008年 - クリエイティブヒルズ工場竣工。農業用撚紐発売開始。
- 2013年 - 株式会社ライントップよりバンド巻替・金線貼工程の移管（内製化） 。
- 2014年 - 有限会社岡本ポリエチレン工業所を吸収合併。
- 2015年 - 手芸バンド生産開始。
- 2018年 - 電線用バンドルテープ、開梱用テープ基材生産開始。
- 2020年 - 樹脂製形状保持材「曲がりま〜す」生産販売開始。

## 関連会社
- LPHライフコンサルタント（ほけんの窓口のフランチャイズ店を運営）